# ویلیام آر بنت
ویلیام آر بنت (انگلیسی: William R. Bennett, Jr.؛ زاده ۳۰ ژانویه ۱۹۳۰ درگذشته ۲۹ ژوئن ۲۰۰۸) یک فیزیک‌دان اهل ایالات متحده آمریکا بود.